# Вилла Лаппеджи
Вилла Медичи в Лаппеджи (итал. La villa Medicea di Lappeggi) — загородная вилла, резиденция семьи Медичи, расположенная между городами Антелла и Грассина, в районе Баньо-а-Риполи (Тоскана), на улице Виа ди Лаппеджи, 42, в нескольких километрах от юго-восточной границы муниципалитета Флоренции.

## История
Виллу также называют Аппеджио, или Ла Педжио (Appeggio, La Peggio). Своё название вилла получила от вершины холма, на котором расположена. В древние времена здесь находилась резиденция семьи Барди, которая после нескольких смен владельцев, включая Бартолини, Салимбени и Рикасоли, была продана в 1569 году принцу Франческо Медичи. Расположение поместья было особенно выгодным: недалеко от города, но в окружении сельской местности.
Франческо доверил строительство своему архитектору Бернардо Буонталенти, который перестроил главное здание, придав ему форму, которую можно увидеть на фресковом люнете, написанном в 1599—1602 годах Джусто Утенсом: подковообразная в плане постройка с центральным двором и зубчатая стена вокруг. Главный фасад с двухэтажными лоджиями выходил во двор.
Сад состоял из огороженного участка с геометрическими клумбами, газона и «яблоневого сада» с фруктовыми деревьями. Фердинандо I Медичи посвятил сад и виллу знаменитому дону Антонио Медичи, сыну Франческо I. После смерти в 1574 году великого герцога Козимо I там некоторое время жила его морганатическая супруга Камилла Мартелли. Позднее замок перешел к Джованни Антонио Орсини, а в 1640 году снова перешёл во владение семьи Медичи и был передан Дону Маттиасу, брату великого герцога Фердинанда II. Этот персонаж был губернатором Сиены, поэтому пользовался виллой лишь изредка, а после его смерти она перешла к брату нового великого герцога Козимо III, кардиналу Франческо Марии Медичи.
Кардинал, в отличие от своего предшественника, отнёсся к Лаппеджи со всей серьёзностью и начал реконструкцию. Он обратился к придворному архитектору Антонио Ферри, заявив о своем намерении повторить великолепие виллы Пратолино.
Сад и парк были организованы на разных уровнях, с аллеями, окаймлёнными лавровыми и цитрусовыми деревьями, фонтанами, скульптурами и нимфеями. Интерьеры были реорганизованы путём разделения на четыре павильона, названных Жёлтыми, Синими, Красными и Зелеными апартаментами в соответствии с цветами покрывавших их штор. Интерьеры оформляли ведущие художники флорентийского барокко: Алессандро Герардини, Пьер Дандини, декораторы Ринальдо Ботти и Джузеппе Тонелли.
Вилла была резиденцией личного двора кардинала, местом проведения банкетов, развлечений и неумеренных оргий, которые хорошо вписывались в декадентский климат восемнадцатого века, поскольку кардинал привык к развлечениям. Со временем вилла была дополнена театром, павильоном под кафе и теннисным кортом. Беззаботная и легкомысленная жизнь при дворе Лаппеджи была прервана смертью кардинала в 1710 году. Таким образом, вилла вернулась к великому герцогу Козимо III Медичи, который в 1713 году потерял своего сына Фердинанда, поэтому он решил продать виллу своей вдове Виоланте Баварской.
В последующие годы пригородные виллы приходили в запустение и частично были распроданы. Та же участь постигла и Виллу Лаппеджи, которая в 1816 году была продана семье Капаччи. С тех пор и по настоящее время вилла остаётся в частных руках, поэтому она закрыта для посещения. От периода её расцвета сохранились только лестница, ведущая к вилле, и причудливо украшенный грот.